# Metallica (album)
Metallica (Black album) je páté studiové album americké thrashmetalové kapely Metallica.
Nahráno bylo od října 1990 do června 1991 ve studiu One on One Studio, které se nachází v Los Angeles v Kalifornii. Bylo nahráváno pod vedením Boba Rocka a vydáno bylo 12. srpna 1991 a zaznamenalo obrovský komerční úspěch, když se hned první týden po vydání vyhouplo na 1. místo hitparád.
Roku 2003 jej časopis Rolling Stone vyhlásil 252. nejlepším albem všech dob. Tentýž časopis jej také vyznamenal 16. místem v seznamu nejlepších alb devadesátých let.

## Seznam skladeb
Všechny texty napsal James Hetfield.
| Pořadí         | Název                | Hudba                     | Délka |
| -------------- | -------------------- | ------------------------- | ----- |
| 1.             | Enter Sandman        | Hetfield, Ulrich, Hammett | 5:29  |
| 2.             | Sad but True         | Hetfield, Ulrich          | 5:24  |
| 3.             | Holier Than Thou     | Hetfield, Ulrich          | 3:47  |
| 4.             | The Unforgiven       | Hetfield, Ulrich, Hammett | 6:26  |
| 5.             | Wherever I May Roam  | Hetfield, Ulrich          | 6:42  |
| 6.             | Don't Tread on Me    | Hetfield, Ulrich          | 3:59  |
| 7.             | Through the Never    | Hetfield, Ulrich, Hammett | 4:01  |
| 8.             | Nothing Else Matters | Hetfield, Ulrich          | 6:29  |
| 9.             | Of Wolf and Man      | Hetfield, Ulrich, Hammett | 4:16  |
| 10.            | The God That Failed  | Hetfield, Ulrich          | 5:08  |
| 11.            | My Friend of Misery  | Hetfield, Ulrich, Newsted | 6:47  |
| 12.            | The Struggle Within  | Hetfield, Ulrich          | 3:51  |
| Celková délka: | Celková délka:       | Celková délka:            | 62:31 |

1. „So What“ (Anti-Nowhere League cover, pouze na britském vydání)

## Singly
Album bylo velmi úspěšné, a tak se není čemu divit, že z něho vzešlo hned několik singlů. Všechny singly byly zfilmovány. Singly vzešlé z tohoto alba:
- Enter Sandman
- Sad but True
- The Unforgiven
- Wherever I May Roam
- Nothing Else Matters

## Sestava
- James Hetfield – kytara/zpěv
- Kirk Hammett – kytara
- Jason Newsted – baskytara
- Lars Ulrich – bicí
- Michael Kamen – orchestrální aranžmá pro „Nothing Else Matters“